# .nl
A .nl Hollandia internetes legfelső szintű tartomány kódja. A résztvevők hálózatán keresztül lehet regisztrálni. A domain irányítását 1986-ban Piet Beertemanak adták, a Nemzeti Matematikai és Számítástechnikai Kutatóközpontnál. 1996. január 31. óta a Stichting Internet Domeinregistratie Nederland kezeli a tartományt. Ugyanezen év április 30. óta fizetni kell minden regisztrált cím után. Az első regisztrálók egyetemek és kutatóintézetek voltak, például a Philips kutatórészlege.
Magánszemélyek 2003 óta regisztrálhatnak másodszintű domaint. A harmadik szintű cím regisztrálása már 2000-től lehetséges volt. Az ilyen címeknek janjansen.123.nl alakjuk volt. Az ilyen címeket a SIDIN valószínűleg megszünteti, mivel 500 ilyen van a több mint 2 millió regisztrált magánhonlap között. A .nl domainek 70%-át üzleti cégek birtokolják. A SIDIN felmérése szerint a domaincímeknek legalább 62%-án található weblap.